# Kenney Jones
Kenney Jones (Londra, 16 settembre 1948) è un batterista britannico, principalmente noto per essere stato il batterista degli The Who, Small Faces e Faces e per la sua collaborazione con i The Rolling Stones..

## Biografia
Nel 1965 è tra i fondatori degli Small Faces, band di culto nella scena mod, con cui produce alcuni singoli  di successo, come Itchycoo Park, All or Nothing e Tin Soldier. All'addio del cantante Steve Marriott, gli Small Faces reclutano Rod Stewart come nuova voce nonché Ronnie Wood, (nomi altisonanti, destinati entro breve a far carriera, il primo come cantante solista mentre il secondo diventerà chitarrista membro dei The Rolling Stones); il gruppo accorcia il nome in Faces in seguito alla richiesta della propria etichetta Warner Brothers.
Nel 1974 Jones partecipa, con i Rolling Stones, alla realizzazione in studio del brano It's Only Rock 'n' Roll facente parte dell'omonimo LP.
Dal 1979 al 1988 Kenney sarà batterista degli Who, con cui inciderà due album: Face Dances e It's Hard.

## Discografia

### Con gli Small faces
- 1966 - Small Faces
- 1967 - From the Beginning
- 1967 - Small Faces
- 1968 - There Are But Four Small Faces (edizione USA di Small Faces del 1967)
- 1968 - Ogdens' Nut Gone Flake
- 1969 - The Autumn Stone
- 1977 - Playmates
- 1978 - 78 in the Shade

### Con i Faces
- 1970 - First Step
- 1971 - Long Player
- 1971 - A Nod Is as Good as a Wink... to a Blind Horse
- 1973 - Ooh La La
- 1974 - Coast to Coast: Overture and Beginners (live)

### Con gli Who
- 1981 - Face Dances
- 1982 - It's Hard

### Con i The Law
- 1991 - The Law

### Con la Jones Gang
- 2005 - Any Day Now